# Mus tenellus
Mus tenellus és una espècie de mamífer rosegador de la família dels múrids. Viu a altituds de fins a 2.000 msnm a Etiòpia, Kenya, Somàlia, el Sudan i Tanzània. El seu hàbitat natural són les sabanes seques. És una espècie en risc mínim, és a dir, no sembla que hi hagi cap amenaça significativa per a la seva supervivència. El seu nom específic, tenellus, significa ‘tendre’ en llatí.